# Manila Challenger 1994
Il Manila Challenger 1994 è stato un torneo di tennis facente parte della categoria ATP Challenger Series nell'ambito dell'ATP Challenger Series 1994. Il torneo si è giocato a Manila nelle Filippine dal 2 all'8 maggio 1994 su campi in cemento.

## Vincitori

### Singolare
Michael Tebbutt ha battuto in finale  Tim Henman con il punteggio di 6–2, 6–2

### Doppio
Albert Chang /  Leander Paes hanno battuto in finale  Richard Matuszewski /  David Nainkin con il punteggio di 6–4, 6–4